# Porta del Carmine (Nápoly)
A Porta del Carmine egyike a középkori Nápoly városkapuinak. 1484-ben építették, majd 1848-ban a városrendezési munkálatok során elbontották, csak a két bástya (Fortitudo, magyarul Bátorság és Vittoria, magyarul Győzelem) maradtak fent. Az Aragóniai-ház uralkodásának idején épült városfalakból csupán ez maradt fent valamint két további bástya, melyeket Brava (Bátor) illetve Trono (Trón) nevekkel illetnek. Ezek az egykori Carmine erőd részeit képezték.